# Ріпецький Модест Теодозійович
Моде́ст Ріпе́цький (псевдо: «Горисла́в» * 27 грудня 1921, м. Львів — пом. 28 червня 2004, м. Чикаго, США) — лікар, видавець, вояк УПА в 1944 Лемківському курені,, організатор Українського Червоного Хреста в Тактичному відтинку «Лемко»,, співорганізатор куреня «Рена», курінний лікар.. Член надрайонного проводу ОУН. Надрайонний керівник СБ Лемківщини 1945-1947.

## Життєпис

1946 р. Закерзоння. Зліва направо у другому ряді: «Яким» та Осип Хома. У першому ряді: Богдан Крук-«Мелодія», Надія Партикевич-«Марійка», Модест Ріпецький, Анна Черешньовська, Середоха-«Борис», «Рат», Анна Скірка-«Дора», «Леся», «Скритий».

Модест Ріпецький сидить третій зліва. Словаччина 1947.

Члени РЧ УПА (сидять зліва направо): Михайло Дуда «Громенко»‚ член управи табору Ді-Пі Володимир Кліш, Петро Миколенко «Байда»; (стоять зліва направо) Володимир Хомин-Чарський «Беркут», Модест Ріпецький «Горислав», Петро Гнатюк «Дорош»‚ Богдан Яньо-Крук «Мельодія», Лев Футала «Лагідний». Регенсбург‚ 1947 р.

(м. Регенсбург, 3.03.1948). Зліва направо: Микола Фриз «Вернигора»‚ Петро Миколенко «Байда», Михайло Озимко «Залізняк», Роман Боднар «Сагайдачний», Михайло Борис «Жан»‚ Модест Ріпецький «Горислав», Степан Ґоляш «Мар»‚ Михайло Дуда «Громенко», Зиновій Соколюк «Семенів».

Народився 27 грудня 1921 в місті Львові в сім'ї судді Теодозія Ріпецького та Кароліни (з дому Фріц).
Навчався у Рідній Школі імені Тараса Шевченка, а згодом у філії Академічної Гімназії у Львові. З 1940 по 1944 навчався у медичному інституті у Львові.

### В УПА
У 1944 вступив до Української Повстанської Армії під псевдом «Горислав». До 1945 виконував функцію лікаря в курені УПА під командою Василя Мізерного («Рена»). Згодом став одним із організаторів вишкільного табору у Буковому Берді.
Був учасником бойових дій відділу УПА біля села Лавочне, містечка Перегінськ, під Сторонною на Дрогобиччині, у Струбовиськах на Лемківщині. Певний час перебував у складі сотні Володимира Щигельського («Бурлаки»).
Командував загоном УПА на східних теренах Ряшівського воєводства. У вересні 1947 з рейдуючими відділами пробився до Німеччини. 
Надрайонний керівник СБ Лемківщини 1945-1947 роках. У 1947–1950-х роках командував Відділом безпеки Полевої Жандармерії УПА, який діяв при штабі Рейдуючої Частини УПА.
Одружився 12 червня 1949 року на Боднаренко Марії, медсестрі УПА, а згодом районному референту УЧХ УПА у надрайоні “Бескид” (Перемиська округа ОУН) на псевдо «Оксана».

### На еміграції
У Німеччині завершив навчання на медика в Ерлянгені і в березні 1957 року, разом з дружиною, переїхав до США. Провадив лікарську практику в Чикаго (штат Іллінойс). Окрім лікарської практики, брав участь в американських і українських професійних організаціях. 
З 1973 року працював також у видавництві «Літопис УПА»"Літопису УПА", редагував 23 та 32 томи: «Медична опіка в УПА», був фундатором 23 тому літопису УПА.
Помер 28 червня 2004 у Чикаго.